# Ferdinando Riva
Ferdinando Riva (Coldrerio, 3 juli 1930 - Chiasso, 15 augustus 2014) was een Zwitsers voetballer en voetbalcoach die speelde als aanvaller.

## Carrière
Riva maakte zijn profdebuut voor FC Mendrisio waar hij drie seizoenen speelde alvorens een transfer te maken naar FC Chiasso. Bij Chiasso speelde hij 20 seizoenen de laatste jaren als trainer-speler. Hij is nog steeds de speler met de meeste wedstrijden en goals voor FC Chiasso.
In 1951 maakte hij zijn debuut voor Zwitserland, hij speelde 22 interlands waarin hij acht keer kon scoren. Hij nam deel aan het WK 1954 in eigen land.
Als eerbetoon aan Riva heet het stadium van FC Chiasso sinds 2014: Stadio comunale Riva IV.